# Marcin Krysztofiak
Marcin Krysztofiak (ur. 18 czerwca 1986 w Warszawie) – polski szachista, mistrz międzynarodowy od 2007 roku.

## Kariera szachowa
Wychowanek Jana Brustmana (1994-96), a następnie uczeń Zbigniewa Szymczaka (1996-98), mistrza międzynarodowego w grze korespondencyjnej Zbigniewa Sęka (1996-2001) oraz arcymistrza Roberta Kuczyńskiego (2002-2003). Jest trzykrotnym brązowym medalistą mistrzostw Polski juniorów: z 1997 (Nadole, w kategorii do lat 12), z 2000 (Biała, w kategorii do lat 14) i 2002 roku (Bartkowa, do lat 16). Jest także dwukrotnym medalistą mistrzostw Polski juniorów w szachach szybkich: wicemistrzem do lat 12 (Spała, 1996) oraz mistrzem do lat 14 (Częstochowa 1999). Reprezentował zespoły Polonii Warszawa i Damisu Warszawa podczas drużynowych mistrzostw Polski juniorów, ośmiokrotnie zdobywając medal (2000, 2002, 2003 - złoto, 1997, 1998, 2001, 2004 - srebro, 1999 - brąz). Z drużyną Damisu wywalczył III miejsce drużynowych mistrzostw Polski w 2004. Zwyciężył w dwóch międzynarodowych turniejach juniorów: Manhem Open w Göteborgu (2001) oraz Rubicon Cup w Budapeszcie (2003). Dwukrotnie reprezentował Polskę na mistrzostwach Europy juniorów w Kallithei, lepszy wynik uzyskując w kategorii do lat 14 w 2000 r. (5. miejsce). W 2001 roku podzielił III m. (za Jurijem Zezulkinem i Władysławem Borowikowem, a wraz z m.in. Krzysztofem Jakubowskim i Bartłomiejem Heberlą) w turnieju Jantar Bałtyku w Rowach, natomiast w 2007 podzielił II m. (za Lechem Sopurem, wraz z Wadimem Szyszkinem i Witalijem Koziakiem, a przed m.in. Klaudiuszem Urbanem, Mirosławem Grabarczykiem, Władimirem Małaniukiem i Włodzimierzem Schmidtem) w Policach oraz triumfował w mistrzostwach Warszawy.
Najwyższy ranking w dotychczasowej karierze osiągnął 1 września 2010 r., z wynikiem 2463 punktów zajmował wówczas 36. miejsce wśród polskich szachistów.